# Augeneriella bansei
Augeneriella bansei är en ringmaskart som beskrevs av Hartmann-Schröder 1986. Augeneriella bansei ingår i släktet Augeneriella och familjen Sabellidae. Inga underarter finns listade i Catalogue of Life.